# Super Smash Bros. Ultimate
Super Smash Bros. Ultimate är ett spel från 2018 som baseras på ett crossover fighting-spel utvecklat av Bandai Namco Studios och Sora Ltd., samt släppt av Nintendo för konsolen Nintendo Switch. Det är den femte upplagan av Super Smash Bros-serien och efterträdaren till Super Smash Bros. for Nintendo 3DS and Wii U. Spelet följer seriens typiska stil; att styra en av ett flertal olika karaktärer där spelare använder sig av attacker för att slå ut sina motståndare från spelplanen. Inom spelet finns flera olika spellägen där såväl enspelarläge och flerspelarläge är möjligt. Utgåvan av spelet innehåller även över 80 karaktärer att välja bland, där alla tidigare medverkande karaktärer också finns med, tillsammans med en del nya. Listan på karaktärer sträcker sig från Nintendos egna maskotar till karaktärer från andra spelserier. Spelet tillåter nedladdning av ytterligare innehåll som bland annat lägger till fler karaktärer att spela med. 
Planerandet av spelet hade startat redan i december 2015 men spelet började den fullständiga utvecklingsprocessen efter avslutandet av 3DS/Wii U:s nedladdningsbara innehåll (DLC). Seriens skapare och regissör, Masahiro Sakurai, tillsammans med Bandai Namco Studios och Sora, påskyndade studiorna med förberedelseprocessen. Sakurais mål med det nya spelet var att inkludera samtliga karaktärer som hade medverkat i de tidigare spelen, trots att detta skulle medföra ett flertal licens- och upphovsrättsliga problem. Flera välkända videospelsmusiker medverkade i utvecklingen av musiken till spelet. Spelets signatur “Lifelight” skrevs av Hideki Sakamoto. 
Nintendo utannonserade spelet för första gången i en “Nintendo Direct” i mars 2018 och avslöjade spelet i sin helhet på E3 2018 i juni samma år. Spelet dedikerades senare två Nintendo Directs och släpptes därefter den 7 December 2018. Super Smash Bros. Ultimate slog igenom stort internationellt med flera kritiker som menar att det var det bästa spelet i serien. Spelet fick beröm för sitt stora innehåll och välutvecklade element inom Super Smash Bros-serien. Däremot fick spelets onlinefunktion initialt en del kritik. I september 2019 hade spelet sålt över 15,71 miljoner kopior internationellt vilket gör det till det bästsäljande spelet någonsin för sin kategori. 
Spelet har stöd för Nintendo Gamecube-kontrollen.

## Spelet
Super Smash Bros. Ultimate är ett fighting-spel för upp till åtta spelare i vilken karaktärer från Nintendo och andra spelserier slåss mot varandra för att vinna. Spelet går ut på att slå av motståndarna från arenan. Varje spelares karaktär har en procentmätare som ökar när den tar skada, vilket gör det lättare att slå upp den i luften och ut från arenan.  De vanligaste spellägena är Tidsmatcher, då spelarna försöker samla ihop så många poäng som möjligt genom att besegra motståndare under en begränsad tid. Livmatcher, där spelarna har ett begränsat antal liv och ska försöka vara den sista överlevande spelaren. Staminamatcher, där spelarna måste sänka sina motståndares uthållighetsprocent under noll för att besegra dem. Reglerna för spelet är justerbara och kan sparas för att användas i framtida spelomgångar. 
Spelare kan använda sig av ett stort antal föremål för att attackera fiender och få fördelar under spelets gång. Med hjälp av Pokébollar och "Assist Trophies" kan spelaren kalla på hjälp av icke-spelbara karaktärer. I det tidsbegränsade läget kan en del "Assist Trophies" besegras för att tjäna poäng. Varje karaktär i spelet har också en mer eller mindre kraftfull "Final Smash" attack, som kan användas genom att få tillgång till attacken via en "Smash Ball" eller genom att fylla en speciell mätare. Båda dessa funktioner kan sättas av och på utefter spelarens önskemål.   
Spelet innehåller 103 olika banor i den första utgåvan av spelet och ett antal ytterligare som släpps kontinuerligt sedan 2019. Alla banor kan anpassas i form av "Battlefield" och "Omega" och kan även få faror på banan avstängda. En ny funktion som lades till i Super Smash Bros. Ultimare är "Stage Morph" som låter spelaren välja två banor som spelet skiftar mellan.    En annan tillagad funktion är karaktärspecifika mätare och ikoner såsom Clouds "Limit"-mätare. 
Klassiskt läge och "Special Smash" hör till sedan tidigare spelarlägen och finns båda med i Super Smash Bros. Ultimate. Nya spellägen som introducerades är "Smashdown" där varje karaktär endast kan spelas en gång, "Squad Strike" där spelarna tävlar i lag med antingen tre eller fem av alla tillgängliga karaktärer, och "Online Tourney" där upp till 32 spelare kan delta i strider över internet för att tävla i turneringar. 

### Spelbara karaktärer
Super Smash Bros. Ultimate är precis som tidigare spel inom Super Smash Bros.-serien, en crossover av flera olika spelserier. Spelet innehåller ett stort antal rollfigurer från flera spel inom Nintendo men även andra tredjepartsutvecklare såsom Konami, Sega, Capcom, Bandai Namco Entertainment, Square Enix, PlatinumGames, Atlus, Microsoft och SNK. I spelets första utgåva finns 74 spelbara karaktärer, samtliga 63 rollfigurer från tidigare spel inom serien och elva nyutgivna.
- Inkling (Splatoon)
- Daisy (Super Mario)
- Ridley (Metroid)
- Simon Belmont (Castlevania)
- Richter Belmont (Castlevania)
- Ken (Street Fighter)
- Dark Samus (Metroid)
- Chrom (Fire Emblem)
- King K.Rool (Donkey Kong)
- Isabelle (Animal Crossing)
- Incineroar (Pokémon)
- Piranha Plant (Super Mario)

När spelaren startar spelet för första gången finns bara åtta tillgängliga karaktärer från det första spelet i serien från 1999. Övriga karaktärer kan låsas upp senare genom att klara av spelets "Classic mode", genom enspelarläget eller genom att spela ett antal matcher för att låsa upp respektive karaktär. En del karaktärer vars attacker och rörelser som helt är baserade på andra karaktärer i spelet är numera klassificerade som "Echo Fighters". Dessa karaktärer påminner till stor del om karaktären som de baseras på men har egna unika utseenden och mindre avvikelser.  Alla karaktärer i spelet har också åtta olika utseenden som spelaren själv får välja bland. Några av dessa åtta utseenden är ibland ett annat kön av karaktären men kan också vara en helt annan karaktär, såsom för Bowser Jr. som kan bytas ut mot dem andra "Koopalings".  Ett flertal karaktärer från tidigare spel fick uppdaterade utseenden i Super Smash Bros. Ultimate. Mario fick till exempel Cappy från Super Mario Odyssey som följer med honom och Link bär kläder från The Legend of Zelda: Breath of the Wild.
Ytterligare karaktärer har tillkommit i spelet kontinuerligt sedan det släpptes 2018. Den första av dessa var "Piranha Plant" från Mario-serien. Piranha Plant släpptes i januari 2019 och fanns tillgänglig utan kostnad för dem som hade köpt och registrerat spelet med ett "My Nintendo"-konto innan slutet av månaden. Nya karaktärer som var och en kommer med egna unika banor och musik har sålts både individuellt och som ett paket. Det första paketet innehöll fem karaktärer: 
- Joker (Persona 5)
- Hero (Dragon Quest)
- Banjo och Kazooie (Banjo-Kazooie)
- Terry (Fatal Fury)
- Byleth (Fire Emblem: Three Houses)

Joker från rollspelet Persona 5 som släpptes i April 2019 , Hero från Dragon Quest-serien som släpptes i juli 2019 , Banjo and Kazooie från Banjo-Kazooie-serien som släpptes i september 2019 , Terry Bogard från Fatal Fury-serien som släpptes i november 2019  och Byleth från Fire Emblem-serien som släpptes i januari 2020 . Nintendo planerade till en början att begränsa antalet nya karaktärer till det initiala paketet men gick i september 2019 ut med beskedet att släppa ytterligare karaktärer till spelet. Nästa volym karaktärer innehåller sex nya figurer som är släpptes med några månaders mellanrum mellan 2020 och 2021. Det andra paketet innehåller ytterligare karaktärer och är dessutom det sista innehållsuppdateringen som planeras för spelet.
- Min Min (ARMS)
- Steve (Minecraft)
- Sephiroth (Final Fantasy VII)
- Pyra & Mythra (Xenoblade Chronicles 2)
- Kazuya (Tekken)
- Sora (Kingdom Hearts)

Min Min från ARMS släpptes i juni 2020. Steve, från Mojang Studios Minecraft, släpptes i oktober 2020. Sephiroth från Square Enix Final Fantasy VII släpptes i december 2020 och spelare kunde anta en utmaning för att låsa upp karaktären några dagar tidigare. Utmaningen kallades "Sephiroth Challenge" och gick ut på att med redan upplåsta karaktärer besegra Sephiroth själv. Pyra och Mythra, en dubbelkaraktär från Xenoblade 2 släpptes i mars 2021. Kazuya Mishima från Bandai Namcos Tekken-serier släpptes i juni 2021. Sora från Square Enixs Kingdom Hearts-serie släpptes i oktober 2021.